# Hoplismenus tyrolensis
Hoplismenus tyrolensis là một loài tò vò trong họ Ichneumonidae.